# Selamia
Genre
Selamia est un genre d'araignées aranéomorphes de la famille des Zodariidae.

## Distribution
Les espèces de ce genre se rencontrent en Europe du Sud et en Afrique du Nord.

## Liste des espèces
Selon World Spider Catalog (version 17.5, 19/10/2016) :
- Selamia numidica Jocqué & Bosmans, 2001
- Selamia reticulata (Simon, 1870)
- Selamia tribulosa (Simon, 1909)

## Publication originale
- Simon, 1873 : Aranéides nouveaux ou peu connus du midi de l'Europe. (2e mémoire). Mémoires de la Société royale des sciences de Liège, sér. 2, vol. 5, p. 187-351, réimprimé seul p. 1-174 (texte intégral).